# Loughshinny
Loughshinny (irisch Loch Sionnaigh, deutsch: See des Fuchses) ist ein Küstendorf im County Fingal nordöstlich von Dublin. Loughshinny liegt am Meer und besitzt einen Hafen. Der Ort hat 741 Einwohner (2022).

## Lage
Loughshinny liegt etwa 28 Kilometer nordnordöstlich von Dublin, etwa 2,5 Kilometer nördlich von Rush und etwa vier Kilometer südsüdöstlich von Skerries. Der Ort ist eine Straßensiedlung, die sich im Wesentlichen um die Harbour Road entfaltet. Durch den Ort führt in Nord-Süd-Richtung die R128.
Der Strand von Loughshinny leidet zeitweise unter schlechter Wasserqualität.

## Geschichte
Nachdem bei Loughshinny römische Artefakte gefunden wurden, wird heute vermutet, dass hier Kontakt mit dem römischen Britannien bestand.

## Trivia

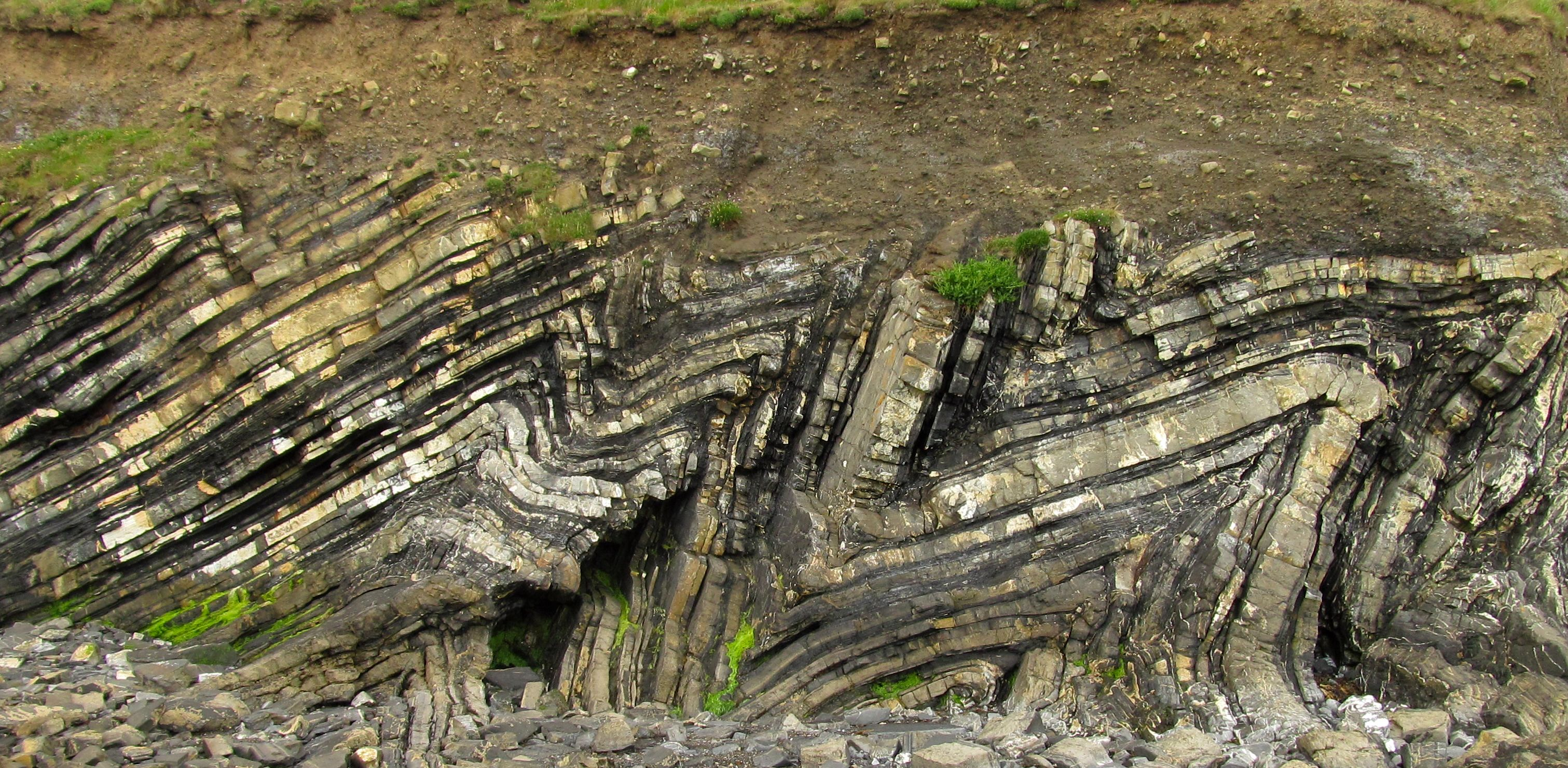
Loughshinny-Formation

Loughshinny ist wegen des geologischen Aufschlusses der Loughshinny-Formation der Wechsellagerung von Kalkstein und Tonstein in geologischen Kreisen sehr bekannt.

## Persönlichkeiten
- Richard A. Butler (1874–1952), Politiker, Mitglied des Seanad Éireann
- Ryan O’Shaughnessy (* 1992), Sänger und Schauspieler